# Doddur, Bangarapet
Doddur là một làng thuộc tehsil Bangarapet, huyện Kolar, bang Karnataka, Ấn Độ.